# Трисульфид дисамария
Трисульфид дисамария — бинарное неорганическое соединение, 
металла самария и серы
с формулой Sm2S3,
желтовато-розовые кристаллы.

## Получение
- Сплавление стехиометрических количеств чистых веществ:

{\displaystyle {\mathsf {2Sm+3S\ {\xrightarrow {1720^{o}C}}\ Sm_{2}S_{3}}}}

## Физические свойства
Трисульфид дисамария образует желтовато-розовые кристаллы нескольких модификаций:
- α-Sm2S3, тетрагональная сингония, пространственная группа P nma, параметры ячейки a = 0,738 нм, b = 0,397 нм, c = 1,536 нм, Z = 4 [1][2];
- β-Sm2S3;
- γ-Sm2S3, кубическая сингония, пространственная группа I 43d, параметры ячейки a = 0,8448 нм, Z = 4 [3][4][5].

Соединение образуется по перитектической реакции при температуре 1720 °C .
В водных растворах подвергается полному гидролизу.